# Morphologische Integration
Die Morphologische Integration ist ein Konzept und Forschungsansatz in der Biologie, der den Grad der Korrelation, welche zwischen zwei oder mehr Merkmalen eines Organismus besteht, zum Ansatz nimmt, dahinter liegende entwicklungsbiologische oder evolutionäre Ursachen im Rahmen der evolutionären Entwicklungsbiologie zu erschließen. Es handelt sich um ein eher holistisches Konzept, das die Untersuchung isolierter Mechanismen und Merkmale ergänzen soll. Das Konzept der morphologischen Integration geht im Wesentlichen auf Arbeiten der Zoologen Everett C. Olson und Robert Miller und der Botaniker Jens Clausen und William Hiesey in den 1950er Jahren zurück.

Evolutionäre Veränderung der Schnabelgröße und -form bei Darwinfinken. Eine Variation des Schnabels erfordert die vollständige morphologische Integration in die Anatomie des Kopfes. Das leistet die Embryonalentwicklung und wird durch EvoDevo erforscht.

Bedingt durch ontogenetische oder evolutionäre Vorgänge, kommt es zur Veränderung einzelner Strukturen im Organismus. Dies kann entweder völlig losgelöst von anderen Strukturen passieren (= schwache Integration) oder ausschließlich in Einheit mit anderen, zumeist umgebenden Strukturen (= starke Integration). Zwischen diesen beiden Extremen sind sämtliche Grade der Integration möglich. In der biologischen Forschung lässt sich der Grad der morphologischen Integration über statistische Verfahren ermitteln, die bestehende Korrelationen zwischen den zu untersuchenden Strukturen aufdecken und beschreiben, so zum Beispiel mit den Mitteln der Geometrischen Morphometrie. Faktoren, welche die Integration zwischen zwei Strukturen fördern, sind stets geteilt und vereinen jene Strukturen zu einem funktionalen Ganzen. Als Beispiele für solche Faktoren, die den gesamten Organismus oder größere Organkomplexe gleichermaßen betreffen, gelten pleiotrope Gene, Allometrie, eine gemeinsame Funktion oder geteilte Entwicklungswege während der Embryonalentwicklung. Bedingt durch ausschließlich lokal wirkende Faktoren (z. B. sehr spezifische Gene), können sich Strukturen jedoch auch von anderen Teilen des Organismus in ihrer Entwicklung absetzen. In der Folge sind sie phänotypisch nicht mehr notwendigerweise mit diesen korreliert, was zu einem modularen Aufbau, oder kurz zur Modularität des Organismus oder einzelner Organkomplexe führt.